# Renzo Calegari
Renzo Calegari (Génova, Italia, 5 de septiembre de 1933 - ibíd., 5 de noviembre de 2017) fue un dibujante de cómic y político italiano. Es considerado uno de los representantes más destacados de la historieta italiana y, en particular, del género wéstern.

## Biografía
Tras abandonar los estudios de ingeniería, se mudó a Milán para entrar en el mundo de la historieta. Empezó a trabajar en el estudio de Roy D'Amy, mediante el cual colaboró con la editorial Araldo (la actual Sergio Bonelli Editore), dibujando cómics como Il Sergente York (1954) y La Puttuglia dei Bufali (1957), con textos del mismo Dami, o I tre Bill (1955), El Kid (1956) y Big Davy (1957), todos con guiones de Gian Luigi Bonelli. Desde 1957 a 1966 trabajó para la compañía británica Fleetway, para la que realizó historietas bélicas como Battler Britton en cooperación con Carlo Porciani, además de historias para Thriller Picture Library y War Picture Library. A partir de 1964, junto a Gino D'Antonio, Renato Polese y otros autores dio vida a Historia del Oeste.
En 1969 abandonó temporalmente el cómic para participar en los movimientos sociales de 1968, militando antes en el Partido Socialista Italiano de Unidad Proletaria y luego en el Partido Comunista Italiano. Volvió a la historieta en 1977, ilustrando Welcome to Springville de Giancarlo Berardi, una Oesteada publicada en la revista Skorpio de la editorial Eura. Ilustró también otro wéstern de Berardi, el conocido Ken Parker. Además, trabajó para las revistas Orient Express e Il Giornalino (creando la series Boone y Gente di frontiera). También escribió e ilustró muchos libros dedicados al mundo del Viejo Oeste, editados por La Frontiera-Lo Vecchio, como Texas Rangers y Warpath, ambos de 1985.
Para la Bonelli dibujó una historia de Tex escrita por Claudio Nizzi, publicada en el primer Almanacco del West, en 1994. En 2004 realizó un episodio de Mister No, con guion de Michele Masiero y, tres años más tarde, la historia Bandidos!, con textos de Gino D'Antonio. En 2012 publicó Accadde sull'Orient Express, un proyecto sobre la Primera Guerra Mundial que había iniciado 26 años antes. En 2018 salió a la venta en forma póstuma su última obra, Gli eroi del Messico, guionizada por Fausto Vitaliano y publicada en la colección Le Storie de la Bonelli.